# Saison 7 de New York, unité spéciale
Chronologie
Saison 6 Saison 8
Cet article, présente la septième saison de New York, unité spéciale, ou La Loi et l'Ordre : Crimes sexuels au Québec, (Law and Order: Special Victims Unit), qui est une série télévisée américaine.

## Distribution

### Acteurs principaux
- Christopher Meloni (VF : Jérôme Rebbot) : détective Elliot Stabler
- Mariska Hargitay (VF : Dominique Dumont) : détective Olivia Benson (1-6, 8-22)
- Richard Belzer (VF : Julien Thomast) : détective John Munch
- Diane Neal (VF : Laëtitia Lefebvre) : substitut du procureur Casey Novak
- Ice-T (VF : Jean-Paul Pitolin) : détective Odafin Tutuola
- B. D. Wong (VF : Xavier Fagnon) : Dr George Huang
- Tamara Tunie (VF : Sylvie Jacob) : Dr Melinda Warner
- Dann Florek (VF : Serge Feuillard) : capitaine Don Cragen

### Acteurs récurrents

#### Avocats de la défense
- Jill Marie Lawrence : avocate de la défense Cleo Conrad (épisodes 2, 12 et 22)
- Peter Riegert : avocat de la défense Chauncey Zierko (épisodes 2 et 22)
- Craig Wroe : avocat de la défense James Woodrow (épisode 4)
- CCH Pounder : avocate de la défense Carolyn Maddox (épisode 5)
- Joe Grifasi : avocat de la défense Hashi Horowitz (épisodes 6 et 18)
- John Cullum : avocat de la défense Barry Moredock (épisode 6)
- J. Paul Nicholas : avocat de la défense Linden Delroy (épisodes 7, 9 et 20)
- Annie Potts : avocate de la défense Sophie Devere (épisodes 9 et 12)
- Ned Eisenberg : avocat de la défense Roger Kressler (épisodes 11 et 15)
- Michael Lerner : avocat de la défense Morton Berger (épisode 14)
- Betty Buckley : avocate de la défense Walsh (épisode 15)
- David Thornton : avocat de la défense Lionel Granger (épisodes 12 et 20)
- Michael Boatman : avocat de la défense Dave Seaver (épisode 16)
- Barry Bostwick : avocat de la défense Oliver Gates (épisode 16)
- Peter Hermann : avocat de la défense Trevor Langan (épisode 21)

#### Juges
- Tom O'Rourke : juge Mark Seligman (épisodes 2 et 22)
- Peter McRobbie : juge Walter Bradley (épisodes 4 et 20)
- Joanna Merlin : juge Lena Petrovsky (épisodes 5, 9, 15 et 17)
- Judith Light : juge Elizabeth Donnelly (épisodes 8, 9, 12 et 16)
- Patricia Kalember : juge Karen Taten (épisodes 11 et 14)
- Stephen McKinley Henderson : juge Bernard (épisode 11)
- Audrie J. Neenan : juge Lois Preston (épisodes 14, 18 et 22)
- Harvey Atkin : juge Alan Ridenour (épisode 16)

#### Procureur
- Fred Dalton Thompson : procureur Arthur Branch (épisodes 8, 9 et 16)

#### Hôpital
- Stephen Gregory : Dr Kyle Beresford (épisodes 4, 6, 8, 10, 11, 13 et 22)
- Julie White : Dr Anne Morella (épisode 8)
- Elizabeth Flax : infirmière Carey Hutchins (épisode 9)

#### NYFD
- Joselin Reyes : ambulancière Martinez (épisodes 4, 6, 8, 9 et 19)
- Joseph E. Murray : ambulancier Olson (épisode 4)
- Nathanael Albright : ambulancier Jones (épisodes 8 et 10)

#### NYPD

##### Police scientifique
- Mike Doyle : technicien C.S.U. Ryan O'Halloran (épisodes 1, 2, 5, 6, 10, 13, 14, 15, 16, 19 et 20)
- Joel de la Fuente : technicien T.A.R.U. Ruben Morales (épisodes 3, 10, 13, 15, 16, 17, 19 et 21)
- Caren Browning : capitaine Judith Spier (épisodes 2, 17, 18 et 22)
- Paula Garcés : technicienne scientifique Millie Vizcarrondo (épisodes 5, 6, 7 et 11)

##### Officiers de police
- John Schuck : chef des détectives Muldrew (épisode 10)
- Joe Lisi : officier Craig Lennon (épisodes 1 et 13)
- William H. Burns : officier Robbins (épisodes 10 et 22)
- Donnetta Lavinia Grays : officier Ramirez (épisodes 12 et 19)
- Ian Bedford : officier Bamford (épisodes 16 et 17)

#### Entourage de l'Unité spéciale
- Ernest Waddell : Ken Randall (épisodes 5 et 18)

## Production
La septième saison comporte 22 épisodes et est diffusée du 20 septembre 2005 au 16 mai 2006 sur NBC.
En France, la série est diffusée du 29 avril 2006 au 18 novembre 2006 sur TF1.
Tamara Tunie qui interprète la médecin légiste Melinda Warner, est désormais crédité en tant que personnage principale.

## Liste des épisodes

### Épisode 1:Les Vieux démons
- États-Unis : 20 septembre 2005 sur NBC
- France : 29 avril 2006 sur TF1

- États-Unis : 16,82 millions de téléspectateurs[1] (première diffusion)

- Tyler Alexander : l'ambulancier
- Betsy Beutler : la victime de l'enlèvement
- Mike Doyle : O'Halloran
- Ümit Celebi : Leo
- Joe Lisi : Craig Lennon
- Alyssa May Gold : la fille du bus
- Timothy Patrick Klein : le garde de sécurité
- Carrie MacLemore : Lucy Kozlowski
- Gordon MacDonald : Pete
- Jim Moody : Dr. Zuckerman
- Robert Patrick : Ray Schenkel
- Brittany Underwood : Kelly Browning
- Robert Walden : William Dorsey

Vingt ans après avoir été condamné pour le viol d'une adolescente, le violeur en série Ray Schenkel est relâché, au grand regret de William Dorsey, un détective à la retraite qui a réussi à le coincer  et à obtenir une lourde peine d'emprisonnement pour son crime. Lorsqu'une jeune fille est violée sur la route qu'a emprunté Schenkel pour rentrer chez lui, l'inspecteur est interpellé par Dorsey qui lui fait part de sa peur concernant l'ancien taulard. En effet, il est vraiment persuadé que Schenkel a récidivé et qu'il s'apprête à recommencer encore et encore afin d'assouvir ses pulsions sexuelles déviantes. Au commissariat, Dorsey raconte le parcours tortueux de Schenkel en lui expliquant que, dans les années 1980, il enlevait des adolescentes avec son cousin Carl à l'aide d'une camionnette dans laquelle il le regardait en train de les violer pendant qu'il conduisait. Après s'être rincé l’œil, il passait à l'acte avant de les menacer avec un revolver vide qu'il posait sur leur tête en leur faisant croire qu'elles allaient mourir. Lorsque Dorsey a réussi à les intercepter pour plusieurs agressions sexuelles, dans l'espoir de ressortir un jour de prison, Schenkel a trahi Carl en lui mettant la plupart des viols qu'ils ont commis ensemble sur son dos pour qu'il soit jugé plus durement, soit la perpétuité jusqu'à sa mort. Conséquemment, désormais libre, et selon Dorsey, Schenkel est probablement un récidiviste qui veut faire croire à la police qu'il est maintenant irréprochable. De son côté, au chevet de la victime Kelly Browning qui a été abusée sexuellement quelques heures après sa remise en liberté, Benson comprend que sa probable nouvelle proie ne pourra pas l'aider à le confondre car, après l'avoir suivie dans le métro, son agresseur l'a isolée dans une ruelle où il lui a recouvert le visage pour pas qu'elle ne voit le sien pendant qu'il la violait. Soit un modus operandi complètement différent de Schenkel dans le passé même s'il avait l'habitude de cacher la face de ses captures avec une taie d'oreiller. D'abord organisé et méthodique, il serait donc devenu plus instinctif et quasi animal dans sa façon d'opérer. Après avoir conversé avec Dorsey à son sujet, Stabler est certain que Schenkel est le coupable qui s'est attaqué à Kelly, ce qui pousse le capitaine Cragen à lui reprocher d'avoir été berné par Dorsey qui s'avère être obsédé par ce prédateur sexuel. Actuellement inscrit dans un centre de réinsertion, Schenkel suit volontiers Benson et Fin au poste de police pour être questionné à propos de son profil dangereux. Néanmoins, soupçonné d'avoir succombé à ses démons d'antan, ce dernier leur conjure que la taule l'a totalement guéri de ses besoins morbides et qu'il tient à se réinsérer dans la vie active en travaillant et en se faisant oublier. En d'autres mots, selon ses promesses, il est devenu un autre homme et il désire bien le démontrer. De plus, il leur fournit également des alibis pour leur signifier qu'il n'a pas pu s'en prendre à Kelly, dont le physique correspond aux dernières femmes qu'il a suppliciées. Comme ils n'ont aucune preuve contre lui, ils sont obligés de le relâcher et l'Unité spéciale se divise car Cragen déduit qu'il est aujourd'hui rangé et normal. Dans le but de vérifier son emploi du temps et le cadre strict dans lequel il doit reprendre son existence auprès de son contrôleur judiciaire, un certain Craig Lennon qu'il connait bien, Stabler croise Schenkel dans la salle d'attente et il en profite pour se présenter à lui comme étant un criminel en quête de rédemption comme lui. Auprès de Lennon, il apprend que Schenkel est encadré sévèrement pour éviter toute rechute et, sûr qu'il ne fait pas fausse route à son sujet, il le convainc de le faire passer pour un pédophile pour qu'il gagne sa confiance lors d'une thérapie de groupe dans laquelle il est inscrit avec d'autres violeurs qui souhaitent ne plus commettre de délits sexuels pour mener une routine sans problèmes. Furieux de son infiltration sans permission, Cragen l'autorise finalement à être couverture tout en le prévenant qu'il ne pourra pas porter son arme à feu ni son badge pour l'appréhender s'il est témoin d'un second viol. Dès lors, face à un psychiatre qui s'occupe des assaillants en question, Stabler joue le rôle d'un pervers qui a violé sa belle-fille et il parvient à se faire une place auprès de ses ex-prisonniers. Or, se proclamant solitaire et sobre, seul Schenkel ne semble pas être touché par sa présence car il n'aspire pas à sympathiser avec lui. Pour devenir ami avec lui, le docteur Huang lui conseille de passer un test de réactions émotionnelles où il doit leur déclarer, dont au psy et à Schenkel, qu'il a du mal à contrôler ses désirs de violeur d'enfants. Une façon d'alpaguer Schenkel qui pourrait être attiré par sa vulnérabilité, un prétexte pour l'engager comme complice en somme. Installé près de son appartement, d'abord hésitant à devenir proche de lui, le violeur en série se joint à lui pour sortir en ville et à traîner dehors malgré l'interdiction de débuter une amitié avec d'autres offenseurs. 

### Épisode 2:La Manipulatrice (1/2)
- États-Unis : 27 septembre 2005 sur NBC
- France : 13 mai 2006 sur TF1

- États-Unis : 15,32 millions de téléspectateurs[3] (première diffusion)

- Mary Ellen Ashley : l'assistante
- Lynda Carter : Lorraine Dillon
- Mike Doyle : O'Halloran
- Gloria Colonnello : la travailleuse
- Peter Riegert : l'avocat de Pallister
- Ronny Cox : Dr. Douglas McManus
- Rob Devaney : Dr. Lambert
- Jeffrey Doornbos : Roger Mason
- Bobby Flay : Leo Ashford
- Rick Gifford : Trooper Lowry
- Kate Hampton : Mrs. Fletcher
- Jim Hendricks : le portier
- Rick Johnson : l'employé de bureau
- Mark McGrath : J.J. Price
- Caroline McMahon : Monica Mason
- Furaha Moye : manager de la banque
- Jill Marie Lawrence : Cleo Conrad
- Joe Napoleone : Luigi
- Jesse Palmer : Don Lacey
- Frank Rivers : Ed, le garde de sécurité
- Amanda Rowan : la réceptionniste
- Julian Sands : Barclay Pallister
- Estella Warren : April Troost

### Épisode 3:Au bout du fil
- États-Unis : 4 octobre 2005 sur NBC
- France : 6 mai 2006 sur TF1

- États-Unis : 16,24 millions de téléspectateurs[3] (première diffusion)

- Rachel Diaz-Stand : Maria Recinos
- Venida Evans : la vieille femme
- Zabryna Guevara : Julia Ortiz
- Johnnie Mae : Latifah
- Carol Maillard : Ronda
- Chris Mendoza : Ricardo Garcia
- Jeanine Monterroza : Maria Recinos (voix)
- Jessica Pimentel : Selma Garcia
- Tyree Michael Simpson : officier en uniforme
- Vickie Tanner : Shayna
- Christopher Evan Welch : Richard Dwyer
- Chandra Wilson : Rachel Sorannis
- Samantha Yoy : Angela Garcia

Pour cet épisode dans lequel son personnage Olivia Benson tient le rôle principal, acclamée pour sa prestation intense, Mariska Hargitay remporta un Emmy Awards en 2006.

### Épisode 4:Perte de contrôle
- États-Unis : 11 octobre 2005 sur NBC
- France : 20 mai 2006 sur TF1

- États-Unis : 14,88 millions de téléspectateurs[3] (première diffusion)

- Ross Bickell : le principal
- Elizabeth Duff : Emily Sawyer
- Stephen Gregory : Docteur Beresford
- Noah Emmerich : officier Pete Breslin
- Joseph A. Halsey : officier Wood
- Kene Holliday : coach Veneziano
- Mary Stuart Masterson : Dr. Rebecca Hendrix
- Peter McRobbie : Juge Walker Bradley
- Tim Miller : le greffier
- Bob Walton : Carl Sawyer
- Rick Washburn : Buster Flynn
- Julia Weldon : Pamela Sawyer
- Paul Wesley : Luke Breslin

Pamela, une adolescente, s'est faite agresser physiquement et sexuellement par un de ses camarades, Luke Breslin, qui s'avère être son ami d'enfance. En allant l'interroger sur le terrain de baseball, Stabler et Tutuola remarquent la tâche de sang sur son maillot, qui appartient justement à la jeune fille. Le jeune homme donne un coup de poing à l'un des inspecteurs, mais est immédiatement interpellé. Cependant, la jeune étudiante refuse de porter plainte contre lui, tout comme Tutuola, après s'être rendu compte que le jeune homme n'a aucun souvenir des deux agressions dont il est responsable. Après avoir examiné celui-ci, Hwang explique à ses collègues que les stéroïdes provoquent chez Luke des pertes de mémoire et le rendent bipolaire. Les parents de Pamela arrivent à la brigade pour voir leur fille, et Stabler les informe que le lycéen peut être poursuivi pour voie de fait sur mineur afin d'éviter que Pamela revive la scène dans un tribunal, ce qui choque Benson qui remonte les bretelles de son partenaire. Pete Breslin fait aussi son apparition, mais Stabler lui conseille de contacter un avocat pour son fils et de rentrer chez lui, avant que Cragen ne lui demande de faire de même, à la suite des propos qu'il a tenus aux parents de Pamela. Plus tard, Tutuola découvre des stéroïdes dans le casier de Luke, à une salle de sport que ce dernier fréquente. 

### Épisode 5:Crime viral
- États-Unis : 18 octobre 2005 sur NBC
- France : 27 mai 2006 sur TF1

- États-Unis : 14,36 millions de téléspectateurs[3] (première diffusion)

- Betsy Aidem : Dr. Sloane
- Mike Doyle : O'Halloran
- Paula Garces : Millie Wizcarrando
- Brian Bloom : Gabriel Thomason
- Vince Cupone : Phillip
- Brendan Griffin : Jason Haig
- Albert Insinnia : lieutenant Pizelli
- Adam Kulbersh : technicien T.A.R.U. Ben Suarato
- Joanna Merlin : Juge Lena Petrovsky
- CCH Pounder : Carolyn Maddox
- Ernest Walder : Ken Randall
- Philip LeStrange : Henry the Super
- Amber McDonald : Candace
- Jason Manuel Olazabal : Sascha Hart
- James O'Toole : Henry Fanello
- Danny Rutigliano : le responsable de la santé
- Justin Schaefers : Donny
- Bill Smitrovich : Liam Weller

En pleine nuit, un jeune couple découvre avec horreur le cadavre d'un homme nu exposé comme un mannequin dans la vitrine d'un magasin de chaussures. Aussitôt sur la scène du crime, accompagnés par la police scientifique, Benson et Fin constatent que son meurtrier est rentré sans effraction dans sa boutique où il l'a ligoté, déshabillé avant de lui tirer une balle dans la tête. Avant de s'enfuir, il a soigneusement nettoyé ses vêtements et, surtout, il a écrit en grand "TUEUR" à côté de lui. Selon le docteur Huang, cette mise en scène macabre est l'avant tout l’œuvre d'un tueur qui cherche à faire passer un message pour justifier ses actes. Lorsque le père de la victime, Robin Weller, débarque à la morgue pour identifier son fils, il est choqué de ne plus le reconnaître car il semble vieux alors qu'il avait à peine la trentaine. De plus, il apprend à Fin et Benson qu'il avait coupé tout contact avec lui depuis plusieurs mois parce qu'ils n'étaient pas d'accord sur le bon traitement à suivre pour sa mère cancéreuse. Leur première piste est un tatouage fluorescent tamponné sur la paume du défunt qui a passé sa dernière nuit dans une boîte de nuit gay. En inspectant le registre des clients de la veille dont les cartes d'identité ont été enregistrées, le duo d'enquêteurs décèlent bien son nom ainsi que celui de Ken Randall, qui n'est d'autre que le propre fils de Fin. Dès lors, troublé, ce dernier comprend que son enfant lui cache son homosexualité car il a peur de sa réaction. Tout compte fait, quand Fin lui rend visite, Ken remarque qu'il est perturbé et qu'il est incapable de lui dire qu'il n'a aucun problème qu'il sorte avec des garçons. Dans l'appartement de Robin, Benson et Fin tombent sur ses photos de jeuness et ils s'aperçoivent qu'il a été atteint, d'année en année, d'une dégénérescence qui a provoqué sa vieillesse prématurée. Après l'avoir autopsié, le médecin-légiste Warner leur dévoile les médicaments qu'il prenait soit un traitement antirétroviral pour amoindrir ou faire disparaître le sida dans son sang. En d'autres mots, il était séropositif et tentait de se soigner pour mener une vie à l'apparence normale. En outre, l'Unité spéciale est surprise de savoir que son père s'apprête à toucher son assurance-vie. Suspecté de l'avoir tué pour s'enrichir, celui-ci leur explique qu'il entretenait des rapports conflictuels depuis le jour où Robin lui a fait son coming-out. Furieux, il l'a viré adolescent de chez lui et, bien plus tard, Robin est revenu vers lui au moment où il était ravagé par le sida et des drogues toxiques qu'il consommait. Bouleversé de faire face à une épave, Liam Weller a donc pris la précision de lui payer des cures de désintoxication pour lui sauver la vie au grand détriment de sa femme atteinte d'un cancer. À la suite de son décès, endetté, il a voulu récupérer son dû financièrement et, conséquemment, il leur souffle le nom de l'un de ses amants dont leur relation était tumultueuse et violente. Malheureusement, en rendant visite à son ex Lydon, Benson et Fin arrivent trop tard. Il est mort. Son tortionnaire l'a assassiné comme Robin et son corps inanimé prend une pose tout aussi morbide que la sienne. Enfin, l'inscription "TUEUR" a été peinte sur ses oreillers et le sol de son appartement est recouvert d'une poudre blanche qui, expertisée, s'avère être de la méthadone, soit du crystal meth qu'utilisent les homosexuels pour décupler leur libido et leurs sensations lors des ébats sexuels. Après avoir questionné la brigade des stupéfiants, Benson et Fin sont informés qu'un groupe de dealers draguent des gays dans des clubs pour mieux les piéger en les tabassant dans des ruelles et volatiliser cette came en question. Approché par Benson qui lui garantit que Fin n'a rien contre son homosexualité, au courant de ces traquenards et l'existence de cette substance illicite, Ken lui dévoile qu'une party entre homos a lieu le soir même. Sous couverture à l'extérieur de la discothèque, Cragen et son équipe notent que des activistes militent devant pour solliciter les clients gays à se protéger avec des préservatifs, sans succès. Puis, en suivant un couple s'isoler dans un coin paumé, sont l'un est un hétérosexuel spécialisé dans les embuscades homophobes, ils portent secours à un gay en train d'être tabassé par une bande d'agresseurs haineux. Résultat, ils sont arrêtés et emmenés au commissariat.

### Épisode 6:Des enfants pour cible
- États-Unis : 1er novembre 2005 sur NBC
- France : 3 juin 2006 sur TF1

- États-Unis : 15,20 millions de téléspectateurs[3] (première diffusion)

- Andrea Bianchi : vice-principal Yannen
- Mike Doyle : O'Halloran
- Joe Grifasi : Horowitz
- James Biberi : capitaine Bauer des Urgences
- Stephen Gregory : Docteur Beresford
- Lucian Maisel : Danny Kohler
- Alex Greenzeig : Bradley
- J.C. MacKenzie : Brian Ackerman
- Sima Bissette : Tawndra
- Sophia Barricelli : Annabelle Paoletti
- Joselin Reyes : Ambulancier Martinez
- Marcia Gay Harden : Dana Lewis / Star Morrison
- Marin Hinkle : Janice Whitlock
- Cody Kasch : Kyle Ackerman
- Brian Letscher : Patrick McCorkle
- John Rubinstein : juge T. Schuyler

Dans une maternelle, alors que les enfants s'amusent pendant leur récréation, un tireur abat froidement l'un d'entre eux, un petit garçon noir prénommé Jeffrey, et blesse gravement deux autres innocents. Conséquemment, l'incompréhension frappe l'unité spéciale face à cette folie meurtrière dénuée d'explications d'autant plus que les victimes et leurs camarades, bouleversés et traumatisés, se contredisent sur l'emplacement du tueur en raison de leur manque de discernement ou leur imagination débordante. Quant aux parents adoptifs de Jeffrey, Mark et Janice, ils sont choqués d'apprendre sa mort et ils sont incapables, comme les autres familles, d'expliquer pourquoi il a été pris pour cible. Touché à la cuisse, un petit garçon confie à Benson qu'un de ses amis, un certain Johnny, s'est vanté d'avoir une arme à feu chez lui qu'il a tenu entre ses mains. Malheureusement, Johnny est vite innocenté car les expertises des trous dans les murs de l'école démontrent qu'il s'agit d'un sniper dont le fusil est finalement retrouvé sur le toit d'un immeuble en face de la maternelle. Lorsque les enfants retournent à l'école sous la protection de la police, Stabler, Cragen et le docteur Huang remarquent une petite fille, qui a pourtant été interrogée par le coéquipier de Benson, en larmes et suppliant sa mère de ne pas la laisser seule. Tout compte fait, rassurée par Huang, elle lui confesse que son voisin la tripote et qu'il l'a menacée de la tuer avec sa carabine si elle parle de ses attouchements à ses proches. Au moment où Cragen et Stabler débarquent chez son agresseur, ils surprennent l'oncle de Maddie en train de le tabasser à mort puis l'interceptent et l'arrêtent. Malheureusement, si le pédophile survit à ses blessures et qu'il est arrêté pour agression sexuelle, il n'est pas le sniper car son fusil est un jouet en plastique... Des fausses pistes qui poussent l'unité spéciale à déduire que cette tuerie est un crime haineux car Jeffrey était Noir tandis que son camarade hospitalisé est Juif...

### Épisode 7:Les Laissés-pour-compte
- États-Unis : 8 novembre 2005 sur NBC
- France : 10 juin 2006 sur TF1

- États-Unis : 15,76 millions de téléspectateurs[3] (première diffusion)

- Sandra Berrios : Mrs. Rodriguez
- Richard Bright : Sheldon Kerrick / Robert Sawyer
- Paula Garces : Millie Wizcarrando
- Chris Cardona : un ouvrier #3
- Oscar A. Colon : Mr. Alvarez
- Sara Contreras : Mrs. Padilla
- Chloe Crawford : une enfant #2
- Elisa de la Roche : Mrs. Alvarez
- Angel Desai : technicienne scientifique Tatum
- Edouard DeSoto : Mr. Padilla
- Lisa Emery : Anna Gable
- Madhur Jaffrey : Dr. Indira Singh
- Randi Kaplan : la directrice de l'hôpital
- Harlin C. Kearsley : un ouvrier #2
- Max Morris :  un enfant #1
- Olivia Negron : Mrs. Morales
- Ash Roeca : un ouvrier #1
- Ruben Santiago-Hudson : Carlos Guzman
- Brigitte Viellieu-Davis : principale Arroyo

Dans une carrière à Brooklyn, des ouvriers découvrent des os appartenant à un enfant sans vêtements. Aussitôt sur place, l'Unité spéciale est avertie par le médecin-légiste Warner que son crâne est perforé d'un trou en plein front, signe d'une mise à mort d'une balle dans la tête. Dès lors, pour tenter de l'identifier, les détectives ne peuvent que se focaliser sur ses affaires d'écolier enterrées à ses côtés dont un sac isotherme Battlestar Galactica, un indice précieux qui leur permet de se concentrer sur des disparitions non résolues pendant les années 1970 où la série était très en vogue. En analysant le contenu de son sac à dos, Munch et Stabler mettent notamment la main sur le dessin d'un dragon qui était, à l'époque, une mascotte d'un groupe de sport dans une école dont le nom est inscrit en dessous de son croquis. Conséquemment, ancienne élève, la directrice leur confirme que, après une journée de cours normale, 4 garçons d'origine portoricaine ont mystérieusement disparu en 1978 sans laisser de traces et, sans doute par racisme ou manque d'intérêt, que la police n'a pas pris la peine d'investiguer en profondeur sur leur troublante volatilisation. Comme elle les fréquentait, marquée à vie par leur évanouissement dans la nature, elle leur transmet leurs noms pour qu'ils puissent ouvrir une enquête à propos de l'un d'entre eux dont les restes ont enfin refait surface. Cependant, leurs dossiers ont été volés dans les archives des crimes sexuels de l'escouade et, de retour au travail après avoir survécu à une fusillade en plein tribunal provoquée par le fils d'un Néo-nazi, Stabler décide de résoudre leur cas pour revenir tranquillement sur le terrain. Pour cela, il se rapproche d'une technicienne de la police scientifique, Millie Vizcarrando, qui se cache derrière ces vols dont elle lui explique sans tarder les raisons de son geste. En effet, fille d'un spécialiste des empreintes digitales qui a exercé pendant la même décennie où ils ont été suspectés de fugue, elle voudrait rendre hommage à son père aujourd'hui décédé qui s'est acharné à vouloir poser un prénom et nom de famille à un garçonnet décédé dans un carton au bord d'une route en 1970. Entièrement nu, recouvert d'une simple couverture, son violeur et tueur s'est débarrassé de lui tel un sac poubelle et aucun des proches de la victime ne s'est manifestée auprès des policiers pour l'identifier. Bouleversée par cette ignorance comme son parent de feu, qui n'a pas cessé de penser à lui quitte à sacrifier sa vie privée pour tenter de lui redonner son identité, Vizcarrando souhaite donc clore cette affaire inachevée pour s'autoriser à tourner la page une fois pour toutes. Contaminée par l'obsession morbide de son père qu'elle accuse de l'avoir négligée et délaissée au profit du défunt, elle a donc repris son flambeau pour mieux l'éteindre afin d'avancer dans son parcours sans regarder vers le passé et, à la suite de l'acceptation de Stabler de faire équipe avec elle, théorise au coéquipier de Benson que son agresseur sexuel est le même que celui du quatuor évaporé en 1978 parce qu'ils ont tous les mêmes origines étrangères. Dans l'intention de lever le voile sur le visage du gamin duquel les ossements appartiennent, le duo contacte leurs familles pour qu'elles visualisent chaque objet enseveli avec lui et, finalement, il est reconnu avec succès. Il se prénommait Juan Alvarez et, sous le choc, son entourage ainsi que les autres clans endeuillés par leurs minots partis en fumée leur confient que, de hier à aujourd'hui, ils soupçonnent un plombier, Robert Sawyer, de les avoir enlevés de manière à les séquestrer et abuser d'eux. Or, malgré le fait qu'il engageait souvent des mômes de la même nationalité qu'eux pour qu'ils l'épaulent dans ses tâches, il a été écarté de toute suspicion par les flics qui l'ont questionné en 1978 car son alibi a été vérifié et validé par l'un de ses protégés, un dénommé Carlos. Depuis que Sawyer s'est fait oublier au début des années 1980, Carlos est facilement repéré par Stabler qui l'accoste à son poste de nettoyeur de piscines. Nerveux et fuyant, l'ex assistant de Sawyer se sauve en lui insinuant qu'il n'a plus de nouvelles de lui et, lorsque l'inspecteur lui mentionne que le corps de Juan a désormais une vraie sépulture, il est perturbé à l'idée que son témoignage soit occulté par l'Unité spéciale dans l'espoir de voir s'il a couvert son chef ou non pour ses homicides plus ou moins à prouver matériellement et scientifiquement. De son côté, en examinant la boîte d'un chauffe-eau qu'aurait utilisé le chauffagiste Sawyer pour abandonner le jeune inconnu après l'avoir martyrisé et molesté, Vizcarrando remarque des grains de sable particuliers qui proviennent du même terrain vague où Sawyer aurait dissimulé Juan. Pour elle et Stabler, il s'agit d'une façon abstraite de déduire que celui-ci est un pédophile récidiviste entre 1970 et 1980, assurément le début d'une nouvelle ère où il est reparti à zéro loin de ses atrocités. En toute logique, plus de 30 ans se sont écoulés et la moitié des protagonistes de ces investigations au goût d'inachevé ne sont plus de ce monde, ce qui complique les recherches de Stabler et Vizcarrando pour rendre justice au petit John Doe, à Juan et ses trois derniers amis qui reposent dans un endroit énigmatique. Néanmoins, faute de preuves concrètes contre Sawyer qui reste pour le moment introuvable et insaisissable, ils sont dans l'incapacité de le faire condamner en cas de procès s'ils réussissent à l'intercepter et l'inculper pour enlèvement, séquestration, viol et assassinat, c'est-à-dire des délits graves et lourds pénalement qui, à leur tour, subsistent à être démontrés en vue d'emprisonner Sawyer pour l'éternité. En somme, sans dépouilles et sans évidences concrètes à son égard, il sera libre en toutes circonstances. En revanche, au moment où il aurait balancé sa première proie John Doe à l’extrémité d'une allée au milieu de nulle part, un témoin l'aurait vu en compagnie d'une adolescent dont le sexe n'a pas été déterminé. Mais, pressenti comme étant la silhouette en question, Carlos a constamment nié de l'avoir épauler en 1970 car il a continuellement clamé  qu'il l'a rencontré en 1978.

### Épisode 8:Sous des airs de gentleman...
- États-Unis : 15 novembre 2005 sur NBC
- France : 17 juin 2006 sur TF1

- États-Unis : 15,73 millions de téléspectateurs[3] (première diffusion)

- Dean Cain : Dr. Michael "Mike" Jergens
- Stephen Gregory : Docteur Beresford
- Veronica Cartwright : Virginia Kennison
- Teri Garr : Minerva Grahame-Bishop
- Joseph A. Halsey : un officier en uniforme
- Fred Dalton Thompson : Arthur Branch
- Judith Light : Elizabeth Donnelly
- Tina Holmes : Cora Kennison
- Virginia Leung : Trish
- Erik Martin : agent correctionnel
- Kelly Miller : Janice Clay
- Ivy Omere : Darla
- Baylen Thomas : substitut du procureur Harbin
- Matt Walton : Jack
- Clayton Dean Smith : homme #1
- Shannon Noecker : femme #1
- Michael Dean Morgan : homme #2
- Katori Hall : femme #2

Trois femmes ont été violées à leur domicile par un homme cagoulé qui ordonne à ses victimes de lui obéir si elles veulent rester en vie. Un soir, Olivia Benson participe à un speed dating, sous le pseudo de Rachel, et fait la rencontre de Michael Jergens, un chirurgien. Celui-ci semble avoir le profil idéal du suspect et ses soupçons se confirment: après avoir obtenu un match avec lui, elle refuse ses avances, puis ce dernier la suit jusqu'à sa chambre d'hôtel et est appréhendé par Elliot Stabler et Fin Tutuola. Elle fait ensuite la connaissance de la compagne du suspect, Cora Kennison, qui lui fournit un faux alibi. L'inspectrice lui fait écouter un enregistrement dans lequel Michael rabaisse sa propre compagne. Plus tard, il est révélé que la jeune femme souffre de diminution de fonctions hépatiques à la suite d'un empoisonnement par l'alcool, car son analyse sanguine montre un taux d'alcoolémie de 3,5 et elle est boulimique. 

### Épisode 9:La Balade sanglante
- États-Unis : 22 novembre 2005 sur NBC
- France : 24 juin 2006 sur TF1

- États-Unis : 17,08 millions de téléspectateurs[3] (première diffusion)

- John Patrick Amedori : Wayne Mortens
- Hank Davies : John
- Robert Foxworth : Dr. Lett
- Joanna Merlin : Juge Lena Petrovsky
- Hilary Hight : la porte-parole du jury
- Fred Dalton Thompson : Arthur Branch
- Judith Light : Elizabeth Donnelly
- Francis Jue : Dr. Fong
- Annie Potts : Sophie Devere
- Adriane Lenox : Judy Carlton
- Keri Lynn Pratt : Lauren Westley
- Skipp Sudduth : Phillip Westley
- Dennis Predovic : le manager de l'hôtel
- Anthony Spina : l'homme de la cellule
- Charles Techman : le vieillard
- Arie Thompson : Jolene
- Fiana Toibin : l'infirmière
- Elizabeth Flax : l'infirmière des urgences

### Épisode 10:Tragédies en série
- États-Unis : 29 novembre 2005 sur NBC
- France : 1er juillet 2006 sur TF1

- États-Unis : 17,54 millions de téléspectateurs[3] (première diffusion)

- Mando Alvarado : chauffeur de taxi
- Jean Arbeiter : une femme
- Stephen Beach : officier fédéral
- Stephen Gregory : Docteur Beresford
- Mark J. Foley : technicien CDC
- Barbara Lee Govan : Mrs. Fontenont
- Birdie M. Hale : Goldie Prioleaux
- Russell Hornsby : Alvin Dutch
- Edward M. Kelahan : Hazmat
- Leo Marks : Michael Delpit
- Drucie McDaniel : Felicity Gill
- Keke Palmer : Tasha Wright
- Matthew Settle : Jackson Zane
- Lou Sumrall : Clayton Miles
- Nickayla Tucker : Nicki Wright

Dans un parc, sur un manège, un père de famille, Alvin Dutch, remarque immédiatement que sa fille adolescente, Tasha, a disparu avec ses deux cadettes, Nicki et le bébé Lola. Cependant, il stresse quand il les surprend en train de le fuir en courant vers une autoroute où Tasha et Lola sont renversées par un taxi. Quant à Alvin, au lieu de leur porter secours, il s'enfuit aussitôt avec Nicki sans s'inquiéter de la santé des deux blessées. Hospitalisée comme Lola saine et sauve, aussi remise de son heurt, Tasha Wright reçoit la visite de Benson et Stabler qui souhaitent l'interroger sur le comportement de son papa qui, en fait, n'en est pas un. Effectivement, elle leur confie qu'elle a perdu ses proches, dont sa mère et grand-mère, lors de l'ouragan Katrina à la Nouvelle-Orléans et qu'un inconnu, en l’occurrence Alvin, les a sauvées de l'inondation pour ensuite mieux les prendre sous son aile en déménageant à Manhattan. De plus, elle leur dévoile que, une fois installés à New York, ce dernier les a retenues dans un sous-sol et, pour leur faire plaisir d'autant plus qu'il les retient tous les jours prisonnières en les isolant de l'extérieur, qu'il les a autorisées à sortir avec lui pour s'amuser sur un carrousel. Enfin, elle leur déclare que cette figure paternelle menaçante n'a pas abusé sexuellement d'elle ni Lola mais, en revanche, qu'il est très attiré par la petite Nicki qu'il tient toujours en otage quelque part. Dès lors, afin de lui sauver la vie, l'Unité spéciale se plie pour le localiser et l'appréhender pour pédophilie et séquestration. Malencontreusement, captive depuis un certain temps, soumise à un questionnaire de mémoire de Benson pour qu'elle se souvienne du chemin qu'elle a pris avec ses benjamines et Alvin entre son domicile et le merry-go round, Tasha ne parvient seulement qu'à se remémorer d'un quartier parsemé de maisons brunes et d'une église gigantesque qu'elle a croisée lors de leur trajet. Comme le temps presse et qu'Alvin peut être tenté d'effacer ces traces en passant d'abord à l'acte avec Nicki, soit en la violant et la tuant, le docteur Huang et le capitaine Cragen activent les inspecteurs pour qu'ils se rendent à Harlem, prédéfini par les détails de l'aînée des Wright, avec Tasha pour réveiller ses souvenirs en lui montrant plusieurs cathédrales. En vain car elles sont trop nombreuses et, pas du tout habituée à ce quartier et New York, elle est incapable de les épauler dans leurs investigations concernant la résidence de Dutch. Pour se faire une idée du profil de ce dernier, Huang explique à Stabler qu'il fait sans doute partie des 4 5000 délinquants sexuels qui ont profité de la catastrophe Katrina pour recommencer leur vie et récidiver en venant à New York. Porté disparu en Louisiane comme près de 2 300 enfants dont on n'a jamais retrouvé leur identité et encore moins leurs corps, Dutch a donc enlevé les sœurs Wright tout en leur certifiant qu'il comblera leur manque maternel et paternel. Une approche typique d'un pédophile qui s'attaque à des proies vulnérables, un pervers qui peut donc récidiver loin de sa terre natale endommagée par Katrina. À la suite de l'évasion de Tasha et Lola, son rêve de bâtir un foyer avec elles s'envole et, se sachant traqué par la police, il peut disjoncter en réalisant son fantasme, c'est-à-dire voler la virginité de Nicki avant de l'éliminer. Tout compte fait, pour l'identifier, Cragen organise une conférence de presse à la télévision où il fait croire aux médias que, en raison de son accident, Tasha est plongée dans le coma et qu'il désire coûte que coûte contacter ses proches pour les alarmer de sa fausse situation critique. Une stratégie qu'il arbore pour quémander des témoignages de personnes qui étaient présentes au moment où elle s'amusait avec Lola et Nicki, plus précisément des vidéos et des photographiques prises par ces témoins pour les éplucher. Parmi le public, un journaliste d'un quotidien local, Jackson Zane, s'approche de Benson pour lui sous-entendre qu'il sait que Tasha n'est plus en danger et qu'il est persuadé que l'Unité spéciale ment pour des motifs inconnus. Toutefois, le plan concocté par Cragen fonctionne et son équipe reçoit bien des clichés développés par des citoyens lors de l'attraction en marche et, conviée par Benson pour qu'elle puisse lui désigner son ravisseur, Tasha les inspecte avec succès avec les détectives. À New York, depuis la tornade Katrina, il s'avère qu'un unique centre d'aide pour les habitants impactés de la Louisiane ravagée a déjà croisé sa route et, en voyant son visage, une employée souffle à Benson et Stabler qu'il est sans domicile fixe, chômeur et qu'il squatte chez des amis pour avoir un toit où dormir tranquillement à la manière de beaucoup de rescapés. Dans l'intention de le piéger, le duo la pousse à l'influencer pour lui mentir sur un probable emploi qu'elle a pour lui, une façon pour eux de l'alpaguer et l'inculper pour captivité. D'ailleurs, leur criminel mord à l'hameçon et il fonce  au refuge où Benson se met dans la peau d'une assistance sociale à son service pour le remettre sur le marché du travail. Or, leur rendez-vous est avorté par l'arrivée soudaine de Zane qui a levé le voile sur la duperie de l'Unité spéciale à propos du mensonge sur l'altération de l'état de conscience de Tasha. Quelques heures plus tôt, en quête d'un scoop pour sa carrière, il a débarqué dans leur commissariat où il a fait ouvertement du chantage à Benson et Stabler en les menaçant de les blâmer dans un article en révélant leur imposture s'ils ne le laissaient pas participer à leurs recherches. Du coup, en entendant Zane appeler sa supposée auxiliaire "inspecteur", Dutch prend peur, s'évade et, finalement, il est intercepté par Stabler en véhicule. Regrettant sa bourde, Zane brûle d'envie de se racheter auprès de Benson qui l'incite à prier pour que le pervers leur indique où il détient sa dernière captive. Néanmoins, au poste, celui-ci résiste à la pression de Stabler, lui garantit qu'il ne connait pas les Wright et qu'il n'est pas un obsédé par les gamines dont Nicki. Rusé, il exige la présence d'un avocat et, pour vérifier son nom et son casier judiciaire en Louisiane, le substitut du procureur Novak encourage à Stabler à prélever en douce son ADN sans son consentement pour un ultime coup de bluff. En effet, ses empreintes sont bien répertoriées par la Nouvelle-Orléans parmi les violeurs de leur État et cette ville ne renonce pas à la peine de mort. S'il collabore avec l'Unité spéciale pour leur délivrer l'emplacement de Nicki, Novak négociera avec lui et l'autorité de la Louisiane pour qu'il ne soit pas exécuté par injonction létale. Nonobstant cela, en cellule, Dutch meurt soudainement d'un arrêt cardiaque violent déclenché par des spasmes incontrôlables et mortels sous les yeux hallucinés des policiers de l'escouade menée par Cragen. 

### Épisode 11:Sans pitié
- États-Unis : 6 décembre 2005 sur NBC
- France : 8 juillet 2006 sur TF1

- États-Unis : 16,29 millions de téléspectateurs[3] (première diffusion)

- Stephen Bogardus : avocat James Decker
- Stephen Gregory : Docteur Beresford
- Ned Eisenberg : Roger Kressler
- Raquel Castro : Emma Boyd
- Sage Doviak : premier élève
- Heather Fairfield : Lenore Hamill
- Todd Gearhart : conseiller juridique adjoint d'entreprise Garrett Gillespie
- Edmund Genest : Oliver Boyd
- Daniel Jenkins : Père Justin Miller
- Sarah Knapp : Kate Boyd
- Jack Koenig : Edgar Hamill
- Adam LeFevre : Ray Monaghan
- Dorothy Lyman : principale Parker
- Patricia Kalember : Juge K. Taten
- Daniel Manche : Sean Hamill
- Sasha Neulinger : Charlie Monaghan
- Violet O'Neill : Helena
- Mary Beth Peil : Deborah Boyd
- Amy Pietz : Zoe Dunlop
- Rob Puterman : le docteur
- Dallas Snoderly : Adam

En pleine journée, un jeune garçon de CM2 gravement blessé est abandonné devant un hôpital par un chauffard qui s'enfuit lâchement à toute vitesse. Constatant la gravité de ses blessures, les urgences préviennent illico l'Unité spéciale qui s'empare de son cas car il a été poignardé dans le dos. Épaulé par ses parents inquiets sur son lit où il est alité, le garçonnet, Sean Hamill, raconte aux enquêteurs qu'il est simplement tombé d'un arbre situé près de son école catholique où il est inscrit. Néanmoins, comme le démontrent ses plaies, Benson et Stabler comprennent qu'il leur ment d'autant plus que Sean ne sent plus ses jambes. En d'autres mots, comme sa moelle épinière a été atteinte par un objet coupant, il est désormais handicapé et ne pourra plus jamais marcher de sa vie. Dans son établissement scolaire, la directrice et le Père Justin Miller affirment aux deux enquêteurs qu'il n'a pas pu être attaqué par autrui mais la sécurité de l'hospice a saisi la plaque d'immatriculation du véhicule qui a déposé Sean sur le bitume. Il appartient à Miller qui conteste l'avoir amené incognito chez des infirmiers d'autant plus que son adjointe confirme qu'il corrigeait des copies à ses côtés. Alors qu'ils allèguent que leurs élèves sont irréprochables, la plupart d'entre eux refusent de parler aux inspecteurs par peur de représailles s'ils dénoncent l'agresseur de Sean. Or, finalement, un copain de Sean se dévoue et guide les flics vers un certain Charlie Monaghan. Décrit comme un voyou, celui-ci leur avoue que Sean l'harcelait en lui tenant des propos grossophobes tout en leur garantissant qu'il n'a pas pu se venger car il mangeait une glace avec sa petite demi-sœur, Emma Boyd. Questionnée à son tour, habitant chez ses grands-parents car sa mère est atteinte à cause d'un lupus mortel, elle maintient les faits et leur proclame qu'elle dit la vérité comme lui. Pourtant, aux yeux de l'Unité spéciale, elle est complice avec lui et ils se couvrent mutuellement. En inspectant l'intérieur de l'automobile de Miller, entièrement propre du côté du conducteur, la police scientifique met la main sur un fil d'une toile dans laquelle Sean était enroulée pour ne pas laisser de traces de sang. De fait, elle est issue d'un atelier de peinture du bahut de Sean, Charlie et Emma où ils peuvent créer des œuvres d'art. En fouillant, Fin et Munch notent que les ciseaux sont libres d'accès et correspondent aux déchirures sur le corps de Sean.  Tout compte fait, assurant son innocence, Charlie est trahi par les caméras de surveillance de la cafétéria peu de temps avant que la victime ne soit amochée. Aussitôt transféré au poste de police en compagnie de son père, Charlie persiste et signe : il ne l'a pas esquinté car il a ramené Emma à la maison. Pendant ce temps,  l'arme du crime est localisée et il s'agissait bien d'une paire de lame tranchante ensanglantée mise à leur disposition pour leurs créations artistiques. En revanche, elle ne comporte pas les empreintes de Charlie mais celles d'Emma. Au chevet de sa maman en phase terminale, Benson et Stabler sont étonnés de découvrir qu'elle est en couple avec une femme, Zoe Dunlop, qui s'occupe de sa fillette qu'elle a faite avec un homme qu'elle a quitté pour elle. Conséquemment, Benson et Stabler tentent de pousser Emma aux aveux mais, couvée par une Zoe très protectrice et défensive, elle leur fait bloc en réitérant qu'elle n'a pas blessé Sean. De facto, l'Unité spéciale s'aperçoit qu'Emma est la cible de sa maternelle appartenant à un ensemble catholique et très puritain qui regroupe des collèges et des lycées où étudient également Sean et Charlie. Comme le narrent l'administratrice et de son côté Zoe, Emma est lynchée en raison de l'homosexualité de ses parents qui revendiquent fièrement à la fois leur penchant sexuel, perçu comme un péché par la direction et les autres familles dont les gosses fréquentent les différentes sections, et leur croyance en Dieu. Chaque fois que les Boyd-Dunlop ont été encouragées à retirer Emma de sa classe et cette institution conservatrice, elles ont lutté pour que Emma soit respectée et qu'elle puisse continuer à grandir et évoluer parmi elles. Un véritable scandale qui a débouché sur leur harcèlement ainsi que celui d'Emma, insultée et rabaissée par d'innombrables mômes endoctrinés par leur aînés sur la voie de l'homophobie. Malgré la haine agressive et intense qu'elles subissent, les Boyd-Dunlop et Emma résistent et ne veulent surtout pas céder à leur pression malveillante. De plus, en auscultant les relevés téléphoniques de Zoe dont la petite amie est hospitalisée jusqu'à la fin de son existence, le capitaine Cragen observe qu'elle a plusieurs fois téléphoné au Père Miller qui, chez lui, atteste à Benson et Stabler qu'il a toujours été de leur côté pour battre la mauvaise image de leur homosexualité répandue par l'autorité catholique de leur enseignement. Toutefois, alarmé plusieurs fois par Emma sur le calvaire qu'elle parcourait à cause de Sean qui la maltraitait en la traitant quotidiennement de "gouine", Miller s'est senti impuissant et n'a pas osé le cafarder à sa supérieure qui, de toute façon, aurait défendu son bourreau. Pour se racheter, le prêtre remet à Benson et Stabler une tresse de cheveux de Zoe qu'il a décelée quelques heures plus tôt dans leur fabrique d'arts plastiques. Ce qui entraîne Sean à tout déballer à Stabler qui l'encourage à se confesser auprès de lui, entre catholiques. Fervent de la Bible comme ses progéniteurs, extériorisant son dégoût pour les gays comme eux face aux détectives, et certain qu'Emma est lesbienne comme ses deux mères, il a voulu l'embrasser contre son gré pour la convertir à l'hétérosexualité avant de lui trancher sa chevelure pour qu'elle ressemble à un minot. Furieuse,  elle a saisi l'occasion pour le châtier sévèrement pour toutes les fois où il l'a humiliée et elle a contacté son demi-frère, Charlie, pour qu'il l'éjecte devant une clinique.

### Épisode 12:Traumatisme
- États-Unis : 3 janvier 2006 sur NBC
- France : 7 octobre 2006 sur TF1

- États-Unis : 15,20 millions de téléspectateurs[4] (première diffusion)

- Gordon Clapp : Ted Carthage
- Nancy Opel : Madame Carthage
- Spencer Grammer : Katie
- Malcolm David Kelley : Nathan Phelps
- April Nixon : Monica Phelps
- Ramón Rodríguez : DJ
- Annie Potts : Sophie Devere
- Glynn Turman : Dr. Young
- Judith Light : Elizabeth Donnelly
- Ron McLarty : Juge Joseph Malloy
- Lionel Granger : David Thornton
- Jill Marie Lawrence : Cleo Conrad
- David Aaron Baker : Mike Getty

Caché par sa mère, Monica Phelps, dans le placard de leur appartement, un jeune garçon, Nathan, est témoin d'un rapport sexuel entre elle et un inconnu blanc qui la frappe ensuite avant de l'abattre avec son arme à feu contre la cachette où elle l'a réfugié. Le lendemain, sur la scène du crime, alarmés par l'absence de Nathan à son école, Benson et Stabler le découvrent tétanisé dans le cagibi. Aussitôt, Benson se prend d'affection pour lui car il n'a désormais plus d'entourage familial, son père étant mort depuis des années. Quant à sa tante Gina, une amie de Monica, elle ne donne plus de nouvelles. Très vite, après avoir découvert de la drogue à son domicile, l'unité spéciale comprend qu'elle se droguait et, dans le casier dans le restaurant de hot-dog où elle travaillait, mettent la main sur une grosse liasse de billets. Dès lors, malgré son emploi précaire qu'elle s'apprêtait à perdre en raison de sa consommation de stupéfiants, elle semblait bien gagner sa vie tout en se détruisant avec le crystal meth que lui fournissait son dealer. En prenant Nathan sous son aile au commissariat, Benson apprend que Monica était en prison et que quelqu'un lui a payé sa caution pour la faire sortir tout en continuant ensuite à la rémunérer. Ses cachets proviennent d'une œuvre caritative, dirigée par le philanthrope Ted Carthage et son épouse, qui s'occupe financièrement des femmes reprises de justice, des sans-abris ou toxicomanes pour leur permettre de se réinsérer normalement dans la vie quotidienne. Choqué du meurtre de Monica, Carthage affirme aux enquêteurs qu'il a effectivement payé sa cure comme il le fait avec d'autres personnes du sexe féminin tout en lui obtenant une bourse puis les guide vers son ancienne amie, Candice, qui s'est sevrée avec elle en désintoxication. Toujours sous l'emprise du crystal meth, celle-ci nie être proche d'elle et assure qu'elle a perdu contact avec elle depuis qu'elle a quitté le centre pour se désintoxiquer... De plus, le rapport balistique du meurtre de Monica démontre qu'elle a tué par un revolver qui a également tué... son amie Gina, décédée depuis quelque temps et dont le corps n'a été réclamé par personne.  Tout compte fait, Nathan n'a plus de famille et maintenant orphelin. Dans les affaires personnes de Gina, les détectives relèvent également une somme d'argent conséquente et un bracelet appartenant à l’œuvre caritative de Carthage...

### Épisode 13:La Brebis galeuse
- États-Unis : 10 janvier 2006 sur NBC
- France : 21 octobre 2006 sur TF1

- États-Unis : 14,72 millions de téléspectateurs[5] (première diffusion)

- Gabrielle Brennan : Carly Hunter
- Kaitlin Hopkins : Pamela Hunter
- Mike Doyle : O'Halloran
- Joel de la Fuente : Ruben Morales
- Clem Cheung : le portier
- Joe Lisi : Craig Lennon
- Roy Milton Davis : Charlie
- Anabel Sosa : Sara
- Lavette Gleis : la femme avec le bébé
- Traci Kindell : Yvette Fennessy
- Robert C. Kirk : garde de sécurité
- Julia Pace Mitchell : la caissière de banque
- Shawn Reaves : Jake Hunter
- Tom Verica : Tom Hunter
- Stephen Gregory : Docteur Beresford
- Wass Stevens : lieutenant de l'E.S.U.

Alors qu'elle rentre de l'école, sous les yeux d'une camarade de classe et un agent de la circulation, une petite fille, Carly Hunter, est enlevée par un homme masqué dans une camionnette verte. Par chance, sa copine a mémorisé la plaque d'immatriculation de son ravisseur et, sur place, l'Unité spéciale est informée par celle-ci et l'autre témoin qu'elle a l'habitude de regagner son bercail toute seule car elle habite à deux pâtés de maisons de l'établissement scolaire. Alarmée de la disparition de son enfant, sa mère, Pamela, s'inquiète à l'idée qu'elle soit tombée entre les mains d'un pédophile et, rapidement, le fourgon est localisé. Malheureusement, il est vide et les détectives remarquent immédiatement une mare de sang, probablement celui de Carly. Dès lors, une course contre la montre commence pour eux d'autant plus qu'ils doivent canaliser la peur et la colère de ses parents dont son père, Jake, qui est le directeur d'une banque menant une vie banale avec sa famille au point de leur déclarer qu'ils n'ont aucun ennemi en tête. Toutefois, Stabler est prévenu par son capitaine, Cragen, qu'un délinquant sexuel fiché rôde dans les alentours de la maternelle où Carly est inscrite. Secondé par le gardien de l'immeuble où il réside, l'inspecteur défonce sa porte par surprise pour l'appréhender et, paniqué, l'individu s'enfuit en grimpant sur le toit du bâtiment où il tombe dans une impasse. Lorsque Stabler et le veilleur de nuit tentent de le raisonner en lui expliquant qu'ils veulent simplement discuter avec lui, ce dernier prend de l'élan et saute par-dessus le vide pour essayer d'agripper la tour d'en face. En vain car il ne parvient à atteindre le toit en question et il se défenestre. En fouillant dans son ordinateur que la police scientifique exhume en hackant son mot de passe, à travers plusieurs photographies de gamines jouant dans la cour de récréation où Carly s'amuse quotidiennement, Stabler constate qu'il s'apprêtait à récidiver en sélectionnant une nouvelle proie tout en notant que la disparue est absente de sa liste de probables victimes. En d'autres mots, une piste qui se referme tout de suite tandis que Stabler est avisé par le médecin-légiste Warner que Carly est gravement malade. En effet, en examinant son liquide biologique vital décelé à l'arrière du van où elle a été retenue de force, elle lui rapporte qu'elle a saigné du nez et, à la suite d'une analyse, elle souffre d'un accroissement de globules blancs dans son organisme. Elle est donc atteinte d'une leucémie naissante qui peut s'aggraver au fil des heures si elle ne reçoit pas de traitement hospitalier pour la maîtriser. Terrifié de devoir annoncer cette information à ses proches, plus enclin que lui à évoquer les maladies à des patients, Warner lui propose de le remplacer et se rend chez les Hunter où elle leur révèle qu'elle est certes malade mais, en revanche, qu'elle peut tout de même gagner la lutte contre son syndrome. Abasourdis, ils lui confient que, ces derniers jours, Carly s'est plaint auprès d'eux en leur annonçant qu'elle avait terriblement à la tête sans se douter un instant qu'elle soit leucémique. Soudainement, leur discussion est avortée par un coup de fil menaçant d'un quidam à la voix déformée qui leur garantit qu'il la tuera s'ils contactent la police et leur signale qu'il les rappellera pour la rançon. Peu de temps après, plus agressif, il leur indique qu'il les espionne actuellement et les interroge sur la présence du docteur Warner à leurs côtés. Conséquemment, suspectée d'être une flic, Warner le rassure en lui arguant qu'elle travaille dans la médecine et, pour obtenir la libération urgente de l'otage, lui divulgue que Carly est souffrante. Peu convaincu, son interlocuteur la somme de le prouver avec des mots scientifiques et, malgré l'éclaircissement pointu de Warner, refuse de la croire ou de la libérer. Affolé, pendant que sa femme et Warner cherchent à le calmer et raisonner pour réfléchir sur une meilleure façon de lui sauver la vie, Jake décide de faire cavalier seul en vidant ses comptes pour lui transférer tout son argent et quitte leur domicile pour retirer ses ressources financières. Coincée avec son épouse, Warner trahit l'exigence du criminel et, dans leurs toilettes qui ne peuvent pas être surveillées de l'extérieur, entre en relation avec Stabler pour l'éclaircir sur sa situation tendue. En toute logique, pour le tromper, Stabler et Fin se font passer pour des déménageurs pour pénétrer l'habitation des Hunter avec un gigantesque carton dans lequel se cachent des employés du laboratoire technique qui collabore avec l'Unité spéciale. Tout bien considéré, leur plan d'infiltration fonctionne et, avec eux, Stabler regagne Warner et la maman de Carly pour vérifier si le logement, dont le téléphone est sur-le-champ couvert d'un traceur pour situer le harceleur, n'est pas sur écoute. Dès le retour de Jake, évitant les fenêtres aux rideaux obligatoirement ouverts qui peuvent le piéger, le détective lui spécule qu'il n'est pas ici pour s'imposer contre sa remise du butin et lui propose de l'épauler, ce qu'il accepte. De son côté, ignorant que les Hunter et Warner sont soutenus par Stabler, le malfaiteur leur envoie un fax pour leur délivrer l'adresse finale de l'échange où il leur rendra uniquement Carly sous réserve que Warner soit l'intermédiaire entre eux et lui. Comme elle est désireuse de lui porter secours, instruit par celle-ci qu'elle faisait partie de l'Armée de l'air où elle a su manier des armes à feu, Stabler lui offre un revolver au cas où si l'entrevue avec lui s'envenime. En somme, sur un terrain vague avec la fortune du couple et accompagnée par Stabler qui se cache dans le coffre de son automobile, Warner le rencontre enfin et, à ses côtés, observe que Carly est bien vivante mais physiquement diminuée. Au moment où Warner désobéit à son bourreau non armé en la pressant de la rejoindre, leur rendez-vous nocturne est interrompu par un vigile qui angoisse la crapule cagoulée qui s'échappe à toute vitesse avec Carly et, dans sa fuite, esquive les balles de Stabler qui ouvre le feu sur son moyen de locomotion. À deux doigts de la récupérer et la déposer dans un hôpital pour qu'elle puisse recevoir une chimiothérapie pour éradiquer le mal qui la ronge, Warner et Stabler sont désormais effrayés parce qu'il sait maintenant que ses négociations avec les Hunter ont été brouillés par l'Unité spéciale. 

### Épisode 14:La Fille-mère
- États-Unis : 17 janvier 2006 sur NBC
- France : 7 octobre 2006 sur TF1

- États-Unis : 16,10 millions de téléspectateurs[5] (première diffusion)

- Brandon Bales : Vincent Wensel
- Mike Doyle : O'Halloran
- Ebbe Bassey : travailleuse sociale de l'ACS
- Nick Basta : Reporter #1
- Keisha Alfred : Reporter #2
- Michael Lerner : Morty Berger
- Alison Becker : la propriétaire d'Angel
- Gloria Biegler : Candace Shepherd
- Anthony Bishop : Danny Hayes
- Schuyler Fisk : Ella Christiansen
- Annie Golden : Varla
- Dale Hensley : le chauffeur
- Curt Hostetter : Joe Shepherd
- Željko Ivanek : Everett Drake
- Greta Lee : Heather Kim
- Piter Marek : Dr. Palshikar
- Tijuana Ricks : Dr. Marnie Aiken
- Audrie J. Neenan : Lois Preston
- Patricia Kalember : Juge K. Taten
- Tim Miller : le greffier
- Jack Mulcahy : détective Brian Beal
- Alexandra Neil : Mrs. Drake
- Jennifer Regan : la femme d'affaires
- Martin Van Treuren : professeur Lichterman
- Curtis Mark Williams : Jerry Spencer

### Épisode 15:Vies secrètes
- États-Unis : 7 février 2006 sur NBC
- France : 14 octobre 2006 sur TF1

- États-Unis : 15,24 millions de téléspectateurs[5] (première diffusion)

- Henry Afro-Bradley : Davy
- Rebecca De Mornay : Tess McKellen
- Kevin Corrigan : Jeffrey Sobchak
- Mike Doyle : O'Halloran
- Joel de la Fuente : Ruben Morales
- Ned Eisenberg : Roger Kressler
- Matthew Lee Erlbach : l'homme en noir
- Joanna Merlin : Juge Lena Petrovsky
- Angela Gaylor : la jolie femme
- Mark Love : Wally Rimaldi
- Matthew Maher : Tim
- Holt McCallany : Walter Inman
- Will McLaughlin : l'officier en uniforme #2
- T.J. Meyers : l'officier en uniforme #1
- Chris Potter : Linus McKellen
- Brian Slaten : Alan Anthony Winchell
- Justin Swain : l'homme à la caméra
- Faina Vitebsky : Josie Post

### Épisode 16:Le Seul témoin
- États-Unis : 28 février 2006 sur NBC
- France : 28 octobre 2006 sur TF1

- États-Unis : 13,83 millions de téléspectateurs[5] (première diffusion)

- Jenni Barber : Ally
- Mike Doyle : O'Halloran
- Joel de la Fuente : Ruben Morales
- Barry Bostwick : Oliver Gates
- Rebecca Baxter : Amanda Durning
- Barbara King : Jennifer Durning
- Michael Boatman : Dave Seaver
- Katrina Bowden : Dana Simpson
- Edmund C. Davys : William King
- Anna Kathryn Holbrook : Roberta King
- Harry Zittel : Jason King
- Teddy Eck : Doug Waverly
- Susan Saint James : avocate de la défense Monica Bradshaw
- Fred Dalton Thompson : Arthur Branch
- Judith Light : Elizabeth Donnelly
- Ray Luetters : Sanford Warren
- Haythem Noor : Sharif Damavandi
- Maggie Siff : officier Emily McCooper
- Paul David Story : Nicky Pratt
- Sándor Técsy : Keith Willis/Durvo

Doug Waverly, Nicky Pratt et Jason King, trois adolescents, sont arrêtés par l'unité spéciale des victimes pour viol et meurtre de Jennifer Durning. Hélas, les trois garçons sont relâchés sur engagement personnel et les accusations de viol et meurtre ne sont pas retenues par manque de preuves. Les quatre inspecteurs de l'unité sont donc contraints de recommencer l'enquête depuis le début. Les trois jeunes subissent ensuite un prélèvement ADN par deux médecins légistes. Alors que Doug et son cousin lui font porter le chapeau pour les accusations en question, Jason témoigne, devant le Grand Jury, qu'il a eu un rapport sexuel consenti avec la victime, puis que ce sont les deux autres garçons qui l'ont violée et qu'ils l'ont reconduite près de l'hôtel. Les tests ADN ont donné ceci: les spermes des trois garçons sont sur la culotte de Jennifer, mais seuls ceux de Doug et Nicky sont sur le jean de la victime, ce qui confirment les dires de Jason. Ce dernier s'en veut de ne pas avoir réagi plus tôt, mais la substitut du procureur, Casey Novak, le réconforte. Mais un poil pubien a été trouvé dans les toilettes de la chambre d'hôtel de la jeune fille et celui-ci correspond à Keith Willis, alias « Durvo », un ivrogne retraité. Cet homme a récupéré le manteau et le passeport de Jennifer, les lui a rendus avant de la voir monter dans la voiture avec Doug et Nicky.

### Épisode 17:La Bague au doigt
- États-Unis : 21 mars 2006 sur NBC
- France : 14 octobre 2006 sur TF1

- États-Unis : 13,48 millions de téléspectateurs[5] (première diffusion)

- Scott Bailey : Brian Townsend
- Anjali Bhimani : Dr. Farouq
- Ashley Bliss : Louise
- Michael Jay Bressman : Mark Duffy
- Michael De Nola : Diamond Dov
- Trieste Kelly Dunn : Gloria Kulhane
- Will Estes : Adam Halder
- Caren Browning : Judith Siper
- Jesse Gavin : le conférencier
- Rick Johnson : le greffier
- Joanna Merlin : Juge Lena Petrovsky
- Joel de la Fuente : Ruben Morales
- Evan Lubeck : Harlan
- Catherine Molitor : la contremaître du jury
- Elizabeth Norment : l'intendante
- Erik Parillo : Agent Tom Cole
- Jenelle Lynn Randall : Angela Franklin
- Allen Lewis Rickman : le directeur de l'hôtel
- Nick Sandow : Doug Kersten
- D.L. Shroder : Lawrence
- Joey Slotnick : avocat Walter Camp
- Tess Soltau : Carolyn Pereira
- Don Sparks : Glen
- Mathew St. Patrick : Roddy Franklin
- Tika Sumpter : Vegas
- Mike Thurstlic : Jordan

Dans un lieu fréquenté par des prostituées, une jeune étudiante, Carolyn Pereira, a été assassinée et, en raison de ses vêtements déchirés, probablement violée. Rapidement sur place, l'Unité spéciale et le médecin-légiste Warner remarquent que ses doigts sont tachés de peinture rouge tandis que son sac à main est retrouvé par la police scientifique pas loin de la scène du crime. Ce dernier contient du rouge à lèvres, des préservatifs ainsi que sa carte de fac qui leur permet de l'identifier et, surtout, son téléphone portable qui conclut qu'un numéro masqué l'a contactée quelques minutes avant sa mort. Enfin, lors de son meurtre, elle a photographié son meurtrier mais, malheureusement, le cliché est flou et inutilisable pour le démasquer. 
Dès lors, chargés de l'enquête, Stabler et Tutuola théorisent qu'elle se prostituait pour financer ses études, ce qui semble ne pas inquiéter la directrice de son école qui leur énonce qu'elle ne se préoccupe pas de leur vie privée et leur façon de payer leurs cours. D'ailleurs, celle-ci les guide aussitôt vers sa colocataire de leur chambre par défaut sur le campus, Gloria, qui leur confie qu'elles n'étaient pas proches et qu'elle la connaissait à peine. Cependant, Fin note une bague de luxe qu'elle porte sur l'un de ses doigts et, loquace, elle lui rétorque qu'elle l'a trouvé sur la commode de Carolyn. En outre, après avoir décrit la victime comme une fêtarde, elle leur étale qu'elle est issue d'une classe aisée contrairement à Carolyn, plus défavorisée qu'elle, dont les affaires sont fouillés par les deux inspecteurs qui tombent sur une grosse liasse de billets dont la provenance est louche à leurs yeux. Tout compte fait, Gloria les mène vers le petit copain de la défunte, Adam, qui leur confesse qu'elle gagnait sa vie en vendant des examens ou des rédactions à des élèves paresseux et nuls en anglais, ce que confirme sa professeure, Farouq, qui divulgue à Stabler et Fin un logiciel qu'elle a créé pour vérifier si ses dissertations qu'elle leur donne sont des plagiats provenant d'Internet. Un véritable détecteur qui lui permet de déduire qu'une seule personne se cache derrière ses fraudes qu'elle échange à des camarades contre une somme importante. 
Malgré le refus de l'enseignante de croire que Carolyn soit l'imitatrice, il s'avère bien qu'elle s'enrichissait via ses contrefaçons comme l'attestent plusieurs écoliers de filières différentes qui, d'abord suspectés de l'avoir tuée pour la faire taire lors de l'investigation de Farouq sur l'épidémie de vol de propriété, accordent à Fin et Stabler qu'elle leur donnait un coup de pouce à condition qu'ils la payent grassement. Néanmoins, l'un d'entre eux s'est pris au piège quand, du jour au lendemain, elle a augmenté ses tarifs et qu'elle lui a ri au nez en exhibant son alliance fastueuse. Il a essayé de la soudoyer en vain. En revanche, il leur souffle que Gloria était stressée à l'idée de savoir que la fac poursuivait l'escroc sans visage pour mettre un terme à cette histoire de tromperie littéraire. En d'autres mots, fervente cliente de Carolyn qui lui fournissait des devoirs plagiés, elle est soupçonnée de l'avoir étranglée pour sauver sa réputation de gosse de riche. 
Au commissariat, lorsque les inspecteurs la menacent de détruire son futur en racontant à la presse que sa famille fortunée sera traînée dans la boue à cause d'elle, Gloria devient plus coopérative et leur détaille l'origine du joyau qu'elle arbore fièrement sur sa main. De son vivant, Carolyn lui a révélé qu'elle l'a piqué à une célèbre star et, selon Gloria, cette vedette l'aurait massacrée pour la récupérer. Relâchée sans ce diamant car son alibi a été vérifié, Fin et Stabler rendent visite au bijoutier qui  l'a confectionné et ils sont avisés par lui qui l'a en fait fabriqué pour un joueur de football, Roddy Franklin. Marié et père de famille, il leur assure qu'il ne connait pas Carolyn qui, d'après lui, aurait obtenu sa merveille en la dépistant après l'avoir paumé. Quand Stabler lui informe qu'elle a été meurtrie et laissée pour morte, il semble ne pas être ému et réclame sa pierre, sans succès. Peu convaincant aux yeux de l'Unité spéciale qui est persuadée qu'il couchait avec elle et qu'il a voulu l'éliminer parce qu'elle lui faisait du chantage. En épluchant le relevé bancaire de Franklin et Carolyn, Fin et Stabler se rendent comptent qu'ils sont quasi identiques et, le même jour, qu'ils se sont rendus séparément dans  un casino à Atlantic City. En accédant aux vidéos de surveillance, ils lèvent le voile sur un match de poker où elle le défie en l'influençant à mettre son brillant à jeu. Par chance, elle gagne et le remporte au détriment de Franklin qui s'énerve physiquement contre elle. Trahi par cette preuve matérielle démontrant sa colère, forcé à évoquer sa persona de parieur invétéré et endetté quitte à être refoulé par son académie de sport qui n'hésitera pas à le licencier s'il recommence à flamber, Franklin leur garantit qu'il ne s'est pas vengé d'elle et qu'il l'a revue lors d'une autre compétition organisée cette fois-ci dans un club de poker clandestin où, après avoir eu la poisse, elle devait plus 150 000 dollars à l'ordonnateur, Riley. Conséquemment, pris en flagrant délit en plein tournoi illégal, il est intercepté et emmené au poste de police pour s'être débarrassée d'elle car elle était incapable de le rembourser. Une hypothèse soutenue par le mur de la sortie de son bâtiment recouvert d'une gouache de couleur rouge, soit celle décelée sous les ongles de Carolyn éjectée par son videur après une dispute entre elle et Riley. 

### Épisode 18:Venin familial
- États-Unis : 28 mars 2006 sur NBC
- France : 4 novembre 2006 sur TF1

- États-Unis : 14,24 millions de téléspectateurs[5] (première diffusion)

- Stephanie Berry : avocate Kathleen Summers
- Ernest Waddell : Ken Randall
- Lisa Gay Hamilton : Teresa Randall
- Ludacris : Darius Parker
- Audrie J. Neenan : Juge Lois Preston
- Joe Grifasi : Horowitz
- Caren Browning : Judith Siper
- Eric Morace : Uni Kurtz
- Scott Nicholson : Uni Walker
- Tiffany Thompson : Angela Bowden
- Darnell Williams : Steven Stansfield

En pleine nuit, une patrouille de deux policiers surprend un individu encapuchonné en train de creuser sur un terrain vague avec une pelle: il s'agit de Ken Randall, le fils d'Odafin Tutuola et Teresa Randall. Après avoir été appréhendé et placé en garde à vue pour ivresse sur la voie publique, résistance aux forces de l'ordre et agression sur un officier de police, il appelle Olivia Benson et lui révèle rechercher un cadavre. Furieux de ne pas avoir été prévenu de l'arrestation de son fils, Fin est isolé par son capitaine Don Cragen. Le jeune homme révèle à Elliot Stabler et sa collègue avoir entendu quelqu'un parler de l'enterrement d'un cadavre, alors qu'il buvait un verre en compagnie de son cousin Darius Parker, et a voulu vérifier cette histoire de lui-même. Par manque de preuves, Ken est reconduit chez sa mère. Son cousin, devenu mécanicien, confirme sa version. Stabler et Benson découvrent, après avoir consulté les fichiers de personnes disparues, les signalements de disparition de Nina Stansfield et son bébé. Un couteau trouvé sur le lieu du crime contient des cellules vaginales de la victime. Cette même arme a été utilisée pour assassiner la jeune femme et son enfant. Ken a également été poursuivi pour viol par le passé, mais cette accusation est restée sans fondement, car une de ses amies a essayé de coucher avec lui afin de prouver qu'il n'était pas gay, mais il l'a repoussée et cela l'a blessée. Cependant, elle a fini par reconnaître qu'il ne s'est rien passé. 

### Épisode 19:Cruel dilemme
- États-Unis : 4 avril 2006 sur NBC
- France : 11 novembre 2006 sur TF1

- États-Unis : 15,36 millions de téléspectateurs[5] (première diffusion)

- Felecia M. Bell : Mrs. Oliver
- Jeff Biehl : Jake
- Mike Doyle : O'Halloran
- Klea Blackhurst : une femme
- David Coburn : Eddie Loomis
- Tristen Douglass : Rebecca Clifford
- Jane Fergus : la présentatrice
- Kevin R. Free : agent du Western Union
- Ray Garvey : l'épicier
- Donnetta Lavinia Grays : Officier Ramirez
- Joel de la Fuente : Ruben Morales
- Jimmy Gushje : un policier du New Jersey
- Steven Hinkle : Ryan Clifford
- Armistead Johnson : Tommy
- Matt Landers : Glen Portney
- Robert Levine : Mr. Schwartz
- Craig McEldowney : Calvin Portney
- Lou Diamond Phillips : Victor Paul Gitano
- Norman Schleiffer : le pédiatre
- Wass Stevens : ESU #1
- Whitney White : Patty
- Rebecca Wisocky : Dr. Paula Greenfield

### Épisode 20:Une question de poids
- États-Unis : 2 mai 2006 sur NBC
- France : 11 novembre 2006 sur TF1

- États-Unis : 15,27 millions de téléspectateurs[5] (première diffusion)

- Anthony Anderson : détective Lucius Blaine
- J. Paul Nicholas : Linden Delroy
- David Bishins : Rufus Brownell
- Mike Doyle : O'Halloran
- Paul Calderon : Eric Molina
- Peter McRobbie : Juge Walker Bradley
- Natalie Cole : avocate de la défense Serena Waldren
- Francis Jue : Dr. Fong
- Lionel Granger : David Thornton
- Karl Kenzler : Père Dennis
- Wallace Little : Kenny Bixton
- Shahidah McIntosh : Mia Bixton
- Rooney Mara : Jessica DeLay
- Yvette Mercedes : Gloria
- Georgienne Millen : la SDF
- Omar Benson Miller : Rudi Bixton
- José Ramón Rosario : principal Rivera
- Ted Sod : Hamzid Latif
- Lauren Toub : Lori
- James Andrew Walsh : détective Manny D'Aquino
- Billy Wheelan : Tommy Strahan
- Patsy Wygle : la meneuse du jury

Séparé temporairement de sa coéquipière Benson, transférée à la Criminalité Informatique, Stabler est obligé de faire équipe avec l'inspecteur Lucius Blaine de l'Unité spéciale du Queens pour résoudre le viol d'une lycéenne, Jessica DeLay, retrouvée inanimée sur un terrain vague. Aussitôt sur place avec Stabler, Blaine interpelle violemment une SDF qui détient le sac à main de la victime dans lequel il retrouve une coupon du Ministère de la Santé indiquant son nom ainsi que son pouce qu'ils ramènent immédiatement à l'hôpital dans de la glace pour le recoller à la main de Jessica. En effet, comme le démontrent les traces d'une camionnette et de deux tailles de chaussures décelées dans de la boue sur la scène du crime, deux individus l'ont d'abord enlevée, tabassée avant de la sodomiser avec un objet contondant puis, enfin, de lui couper son doigt. D'après le duo de flics, il ne s'agit pas d'une agression gratuite mais bien d'une vengeance organisée par des ennemis de la jeune fille. À son réveil, épaulée par son ami Tommy, elle est très confuse lorsqu'elle évoque les sévices qu'elle a subis à Blaine et Stabler, comme si elle voulait pas désigner ses bourreaux. En remontant la piste du contenu de son portemonnaie, les enquêteurs tombent sur une carte de visite du cabinet de la Santé sur lequel un agent lui a fourni son numéro de portable. En le prenant en filature, Blaine et Stabler l'observent en train de dégrafer le haut de la chemine d'une adolescente dans sa voiture et, furieux, Blaine se précipite violemment vers lui pour les séparer. Agacé par son comportement tout aussi impulsif que le sien, Stabler parvient à les calmer et le représentant, Rufus Brownell, leur explique qu'il engage des écolières de plusieurs lycées, qu'ils munis de micros installés dans leur haut, pour piéger des buralistes qui sont soupçonnés de faire du recel voire du trafic de stupéfiants d'où le faux passe-droit qu'il leur offre pour les amuser. L'un d'entre eux, un certain Hamzid Latif, a tenté de s'en prendre à elle comme le démontre une vidéo de surveillance que Brownell a récupéré. Or, malgré son fort caractère qui l'a poussé à s'énerver contre elle car elle l'a nargué après son refus de lui vendre des cigarettes, il est rapidement écarté de toute suspicion car ses pieds ne correspondent pas aux marques analysées et depuis moulées sur le sol où Jessica a été agressée. Dès lors, la police scientifique leur confirme que ces indices déterminent le poids de ses assaillants qui seraient en surpoids tandis que de son côté, en examinant le kit du viol de Jessica, le médecin-légiste informe Blaine et Stabler que l'un des deux est une femme qui a malencontreusement laissé son sang sur elle et il est caractérisé par une glycémie importante, ce qui signifie qu'elle souffre d'un diabète très élevé. En analysant le relevé du portable de Jessica qui a disparu, il semble qu'il a été utilisé par ses tortionnaires peu de temps après son enlèvement et agression sexuelle. Avant d'être torturée, son emploi du temps certifie qu'elle était à un cours de pianiste dans son établissement scolaire et, dans la salle de musique, Stabler et Blaine composent le dernier numéro utilisé sur le téléphone de Jessica. Par chance, il appartient à un étudiant présent, Kenny Bixton, qu'ils arrêtent aussitôt sans oublier sa sœur, Mia, dont le visage est griffé. En outre, ils sont tous les deux obèses et, certain de tenir les coupables, Blaine manipule Mia pour qu'elle lui fasse des aveux en lui faisant croire que son frère s'est confié à eux et, surtout, en lui promettant que le juge sera clément avec elle car elle n'a pas atteint la majorité. Face à ce mensonge, furieux qu'il l'interroge sans la présence de sa mère car elle est encore mineure. Choqué par ses mensonges, Stabler met un terme à son interrogatoire et rappelle à l'ordre son partenaire provisoire en le sermonnant pour avoir bafoué les droits de la présumée criminelle. Blessé par les insinuations de Blaine qui lui sous-entend que Benson ne supportait plus de travailler à ses côtés, tout comme sa famille avec qui il ne vit plus, car il est sanguin et incontrôlable, Stabler débute une bagarre avec lui sous les yeux de Cragen qui s'interpose entre eux. Convoqués séparément dans son bureau, le capitaine fait part de sa lassitude à Stabler en le blâmant pour son attitude vulnérable et agressive qui va à l'encontre du règlement de l'Unité spéciale qu'il a plusieurs fois sali. Conséquemment, protecteur avec lui, Cragen le contraint à collaborer avec Blaine pour inculper les Bixton pour le rapt et le viol de Jessica. Après avoir fait la paix pour poursuivre leur investigation, Blaine et Stabler visitent leur domicile où ils font connaissance avec leur mère et leur second frère, Rudi, cloué dans un fauteuil roulant en raison de blessures graves reçues lors d'un accident. Toutefois, dans leur chambre, ils mettent la main sur une batte de baseball qui inclut de la peau et des empreintes génétiques de Jessica. 

### Épisode 21:Hérédité criminelle
- États-Unis : 9 mai 2006 sur NBC
- France : 18 novembre 2006 sur TF1

- États-Unis : 12,88 millions de téléspectateurs[5] (première diffusion)

- Drew Battles : Ralph Zessner
- Jennifer Barnhart : Jessie
- Gregg Edelman : Dr. Guy Lucas
- Joel de la Fuente : Ruben Morales
- Connor Paolo : Teddy Winnock
- Dana Eskelson : Mrs. Winnock
- Jack Vignone : Jake Winnock
- Peter Hermann : Trevor Langan
- Carmen Ruby Floyd : Breena
- Tim Hopper : Gregory Hensal
- Kate Mulgrew : Donna Geysen
- Pasha Pellosie : Gordy Richards
- Charley Scalies : Bert Ferrara
- Maximillian Sherer : Colin
- Christen Simon : Elaine Norman
- Marla Sucharetza : la sœur de Gregory
- E. Austin Valentine : Hector
- Idara Victor : Iridia
- Cornell Womack :  P.O. Jim Barrett

### Épisode 22:Influence
- États-Unis : 16 mai 2006 sur NBC
- France : 18 novembre 2006 sur TF1

- États-Unis : 12,97 millions de téléspectateurs[5] (première diffusion)

- Keisha Alfred : Reporter #1
- Zachary Booth : Trevor Olsen
- Teddy Cañez : Mr. Ramirez
- Jill Marie Lawrence : Cleo Conrad
- Jeremy Chu : le premier garçon
- Marsha Dietlein (en) : Mrs. Hoskins
- Brandon Gill : Cameron Shaw
- Thomas Hoyt Godfrey : le contremaître
- Bus Howard : le concierge
- Brandon Kelley : le second garçon
- Chris Lindsay-Abaire : Barbara Collins
- Stella Maeve : Leslie Sweeney
- Jeff McCarthy : Mr. Hoskins
- James Murtaugh : Dr. Porterman
- Norman Reedus : Derek Lord
- Devyn Rush : Katherine
- Brianna Shea Russo : une fille
- Ron Scott : Malcolm Shaw
- Brittany Snow : Jamie Hoskins
- John Sutherland : Danny Morrison

Dans les toilettes pour hommes d'un collège, un homme de ménage surprend deux collégiens sortir en trombe d'une cabine où un jeune fille de 14 ans, Jamie Hoskins, supplie de l'aider car elle a été violée par ses camarades. Hospitalisée, en pleurs, elle les dénonce en donnant leur nom, Cameron et Danny, à l'inspecteur Benson. Dès lors, en pleine répétition pour une pièce de théâtre, ils sont aussitôt arrêtés. Rapidement, la version de Jamie s'oppose à celle des deux garçons qui, selon eux, l'aurait rejoint dans les toilettes pour avoir un rapport sexuel consenti avec elle. De son côté, Jamie maintient l'accusation de viol en racontant à Benson qu'ils l'ont suivie et qu'ils l'ont poussée dans la cabine pour la violer ensemble. Bouleversée par la victime, Benson fait part à ses collègues qu'elle semble dire la vérité mais le manque de preuves concrets ne permet pas d'inculper Cameron et Danny pour viol. En enquêtant dans leur établissement scolaire, Benson et Stabler apprennent qu'il interdit tout acte sexuel au sein de l'école tandis que la directrice leur indique que tous les étudiants y copulent ouvertement pour assouvir leurs pulsions sexuelles. En d'autres mots, ils enfreignent le règlement au point de tout raconter dans des vidéos dans lesquelles les collégiennes, dont Jamie, partagent leur fierté de s'envoyer en l'air avec tous les garçons pour, selon elles, tomber sur un coup de foudre. De plus, sa meilleure amie, Leslie, confirme au duo d'enquêteurs que Jamie voulait coucher avec son amoureux, Trevor, mais ce dernier l'a repoussée en prétextant qu'il ne voulait pas la déflorer car il n'aime pas les vierges. Déterminée à faire l'amour avec lui, elle aurait donc draguée Cameron et Danny pour qu'ils la dévergondent… Trahie par Leslie, Jamie réitère qu'ils l'ont violée à Benson qui doute de son témoignage d'autant plus que son kit de viol démontre qu'il n'y a pas eu de viol. Finalement, en larmes, discréditée par une caméra de surveillance qui la montre en train d'entraîner Cameron et Danny de son plein gré dans les toilettes, Jamie craque dans les bras de Benson et lui confie qu'elle a tout inventé car elle est follement amoureuse de Trevor qui a donc refuser de lui voler sa virginité. Influencée par le père de Cameron qui menace Novak d'appeler les médias pour leur dire que la police renonce à condamner une blanche pour avoir accusé un Noir de viol à tort, le substitut hésite à l'amener devant un juge pour un faux témoignage qui a déclenché le renvoi du trio de leur école. Malheureusement, l'affaire prend une nouvelle tournure lorsque Jamie vole la voiture de ses parents pour tenter de se suicider en ville où elle renverse gravement plusieurs passants dont une petite fille. L'enfant succombe à ses blessures à l'hôpital… 